# اچ‌نوام‌اس روما (۱۹۳۹)
اچ‌نوام‌اس روما (۱۹۳۹) (به انگلیسی: HNoMS Rauma (1939)) یک کشتی است که طول آن ۵۱ متر (۱۶۷٫۳۲ فوت) می‌باشد. این کشتی در سال ۱۹۳۹ ساخته شد.